# Протей (митология)
Вижте пояснителната страница за други значения на Протей.
Аполодор различава няколко Протей в древногръцката митология:
- Морско божество, син на Посейдон
- Син на Египет
- Цар на Египет

## Син на Посейдон
Протей, син на Посейдон (Аполодор, „Митологическа библиотека“ II, 5, 9), е морски старец, който има способността да приема всякакви образи. Според преданията живее на остров Фарос, близо до Египет, където пасе тюленовите стада на баща си. Негова съпруга е нереидата Псамата. Негови синове са Полигон и Телегон (Аполодор, II, 5, 9), които Херкулес убива в единична борба при подвига за вземането на пояса на Хиполита. И Протей, подобно на другите морски божества, притежава способността да предсказва бъдещето, но крие своя дар от всеки, който не успее да го хване в истинския му облик.
Според каноническата версия, Протей царства в Мемфис. Когато Менелай на връщане от Троя попада в Египет и не можел да тръгне, заради неподходящите ветрове, той получава помощ от дъщерята на Протей, Ейдотея. Тя му подсказва как да хване Протей и да го застави да му даде указания как да си тръгне към родината. Менелай хваща спящия Протей и не го пуска, независимо от образите, които той придобива (лъв, дракон, течаща вода, дърво). Накрая Протей се предава и му дава искания съвет, като предсказва и съдбата на всеки от спътниците му.
Според по-късен вариант на мита за Троянската война, при Протей в Египет се намира Хубавата Елена (в това време Парис вижда само нейния призрак, тъй като Зевс и Хера я подменили). В класическата епоха Протей се счита за един от египетските фараони. Херодот предполага, че Протей не е собствено име, а титлата – „парути“, т.е. фараон (II, 112; 116 – 118). Известен е и вариант, съгласно който Протей живее в Тракия. Образът на Протей постепенно придобива гротескни черти – сънлив, немощен старец.

## Син на Египет
Протей, син на Египет, се жени за данаидата Горгофона и двамата имат дъщеря с царска кръв – Аргития (Аполодор II, 1, 5)

## Цар на Египет
Протей, споменат в „Библиотека“ III, 5, 1, като цар на Египет, приема Дионис, в когото Хера е вселила безумие и който се скита по света. Може би е идентичен със сина на Египет. Същият Протей присъства и в „Епитом“, III, 5  където се казва, че Хермес, изпълнявайки волята на Зевс, откраднал Елена и я дал на царя на Египет Протей да я пази. По-късно Менелай идва да я вземе от него и заминава заедно с нея към Елисейските полета.